# Paul Fabre
Pour les articles homonymes, voir Fabre.
Paul Robert Marie Fabre, né à Marseille le 9 avril 1915 et mort dans la même ville le 13 février 2009, est un chef d'entreprise français. 

## Biographie
Paul Fabre est le fils du général Robert Fabre, inspecteur général des ponts et chaussées, et de Jeanne Gazagne. Il fait ses études à l'Institution Mélizan puis au lycée Thiers à Marseille. Il entre à l'École polytechnique, puis l'école du génie maritime devenue l'école nationale supérieure de techniques avancées. Après la Libération il est chargé dans la circonscription de Marseille du renflouement et des réparations des navires affrétés par l'État. En 1952, il entre à la Compagnie de navigation mixte dont il sera le directeur en 1960.
Il se consacre ensuite à une société familiale : l'entreprise Format Reinier, devenue Onet (Office nouveau de nettoyage), dont il est le vice-président-directeur général à partir de 1978 ; il donne à cette société, spécialisée dans les services aux entreprises, une envergure internationale. Élu à la chambre de commerce et d'industrie Marseille-Provence, il en devient le président de 1980 à 1982. Il est également un ancien auditeur de l'Institut des hautes études de Défense nationale.

## Distinctions
- Commandeur de la Légion d'honneur.
- Élu membre de l'Académie de Marseille en 1985.